# Salpeterzuur
Salpeterzuur of waterstofnitraat is een anorganische verbinding met als brutoformule HNO3. Het is een sterk anorganisch zuur dat veel technische toepassingen kent. Salpeterzuur is het meest stabiele zuurstofzuur van stikstof. In zuivere toestand is het een kleurloze vloeistof met een intens prikkelende geur, die zeer goed oplosbaar is in water. Verontreinigingen (doorgaans stikstofoxiden) kunnen de vloeistof een licht- tot okergele kleur geven. De belangrijkste toepassingen liggen in de kunstmest- en explosievenindustrie. Tevens wordt het in het laboratorium aangewend voor diverse doeleinden.

## Etymologie
Het begrip salpeter komt van het Latijnse sal petrae (zout van de rots). Oorspronkelijk werden de zouten van salpeterzuur (voornamelijk natrium- en calciumnitraat) namelijk van de stenen rondom mestvaalten en van latrines geschraapt.

## Geschiedenis
Salpeterzuur wordt voor het eerst vermeld in het manuscript De Inventione Veritatis van de anonieme alchemist Pseudo-Geber, die daarin verwees naar de methode die in de 9e eeuw door de Arabische alchemist Jabir ibn Hayyan werd toegepast. Het werd gevormd door het samen verhitten van salpeter (kaliumnitraat), blauwe vitriool (koper(II)sulfaat) en aluin (kaliumaluminiumsulfaat). In de 13e eeuw zou Albertus Magnus het zuur aangewend hebben om goud en zilver van elkaar te scheiden: het zilver werd namelijk opgelost, terwijl het goud onveranderd achterbleef.
In het midden van de 17e eeuw werd de synthese van salpeterzuur door Johann Rudolph Glauber verbeterd: hij slaagde erin het geconcentreerde zuur te bereiden door de reactie van zwavelzuur en kaliumnitraat, gevolgd door destillatie:
{\displaystyle {\ce {KNO3 + H2SO4 -> KHSO4 + HNO3}}}
Dit is tot op heden een in het laboratorium nog steeds toegepaste synthesemethode. De verkregen vloeistof werd toen aangeduid als aqua fortis of aqua valens, hetgeen zoveel betekent als krachtig water. Antoine Lavoisier probeerde in de 18e eeuw de atomaire samenstelling van salpeterzuur te bepalen en kwam tot de conclusie dat er zuurstof aanwezig was in de moleculen. De werkelijke samenstelling (namelijk stikstof, zuurstof en waterstof) werd later bepaald door Henry Cavendish; hij toonde aan dat hij het kon aanmaken door elektrische vonken door lucht te sturen en die lucht dan door water te leiden. Dit vormde in 1903 de basis voor het Birkeland-Eydeproces.
De massaproductie van salpeterzuur startte in de 19e eeuw. Aanvankelijk werd de reactie van zwavelzuur en natrium- of kaliumnitraat gebruikt, maar in 1838 ontdekte Charles Frédéric Kuhlmann de katalytische oxidatie van ammoniak over een platinakatalysator. Omdat er nog geen goede synthesemethode voor ammoniak was gevonden (het Haber-Boschproces werd pas in 1909 ontwikkeld), bleef een verdere ontwikkeling van dit proces uit. Pas in 1906 werd het Ostwaldproces ontwikkeld, dat nog steeds gebruikt wordt voor synthese van salpeterzuur.

## Natuurlijk voorkomen
In vrije toestand wordt salpeterzuur in zeer kleine hoeveelheden in de atmosfeer aangetroffen als product van de tijdens onweer optredende elektrische ontladingen (bliksem). Parelmoerwolken zijn wolken die op zeer grote hoogte, in de stratosfeer (15 tot 25 kilometer hoog), voorkomen en voor een klein gedeelte bestaan uit gekristalliseerd salpeterzuur (de temperatuur waarbij de wolken gevormd worden bedraagt −78 °C of minder).
Salpeterzuur is een component in zure regen, het wordt gevormd door oxidatie van ammoniak, gevolgd door hydrolyse.

## Synthese

### Laboratoriumsynthese
Op laboratoriumschaal kan salpeterzuur in situ worden bereid door de reactie van zwavelzuur met koper(II)nitraat:
{\displaystyle {\ce {H2SO4 + Cu(NO3)2 -> CuSO4 + 2 HNO3}}}
Vervolgens wordt het reactiemengsel gedestilleerd: de fractie rond 83 °C is salpeterzuur en wordt opgevangen onder verminderde druk. Deze verminderde druk (27 kPa) dient om de opgeloste stikstofoxiden te verwijderen uit het salpeterzuur.

### Industriële synthese
De industriële productie van salpeterzuur loopt tegenwoordig hoofdzakelijk volgens het Ostwaldproces. Eigenlijk was het Charles Frédéric Kuhlmann die in 1838 ontdekte dat wanneer ammoniak en luchtzuurstof in aanwezigheid van een platinakatalysator met elkaar reageerden, er stikstofmonoxide werd gevormd, hetgeen de basis vormt voor de bereiding van salpeterzuur. Het was pas in 1906 dat Wilhelm Ostwald het proces op industriële schaal toepaste en de gevormde NO-gassen absorbeerde in water ter vorming van salpeterzuur. Voor zijn ontwikkelingen met betrekking tot katalyse kreeg Ostwald in 1909 de Nobelprijs voor de Scheikunde.
Het Ostwaldproces verloopt in drie stappen. De eerste stap betreft de oxidatie van ammoniak met behulp van een katalysator, bij een temperatuur van 900 °C. De reactie is exotherm (ΔH = −905 kJ/mol).
{\displaystyle {\ce {4 NH3 + 5 O2 -> 4 NO + 6 H2O}}}
De katalysator is een legering van 90% platina en 10% rodium. Soms wordt ook een kleine hoeveelheid palladium toegevoegd. Onzuiverheden aanwezig in het ammoniak en contact met de lucht kunnen leiden tot katalysatorvergiftiging. Zonder katalysator treedt tussen ammoniak en stikstofmonoxide een belangrijke nevenreactie op, waardoor het uiterst stabiele stikstofgas gevormd wordt:
{\displaystyle {\ce {4 NH3 + 6 NO -> 5 N2 + 6 H2O}}}
Stikstofmonoxide wordt in de tweede stap afgekoeld tot ongeveer 25 °C en verder geoxideerd tot stikstofdioxide:
{\displaystyle {\ce {2 NO + O2 -> 2 NO2}}}
Het ontstane stikstofdioxide wordt uiteindelijk gehydrolyseerd:
{\displaystyle {\ce {3 NO2 + H2O -> 2 HNO3 + NO}}}
Het stikstofmonoxide dat in de laatste stap vrijkomt wordt weer in de tweede stap ingebracht. De uiteindelijke concentratie van het salpeterzuur bedraagt ongeveer 50% in water. Dit kan verhoogd worden tot 68% door destillatie.
De jaarlijkse productie van salpeterzuur bedraagt wereldwijd ongeveer 8 miljoen ton.

## Eigenschappen en reacties

### Fysische eigenschappen
Zuiver en watervrij salpeterzuur is een kleurloze vloeistof met een dichtheid van ongeveer 1,5 g/mL. Rond 25 °C bedraagt de viscositeit 0,746 mPa·s. Bij een temperatuur van −42 °C kristalliseert het tot witte kristallen. Van salpeterzuur zijn twee hydraten bekend (in vaste toestand): het mono- en trihydraat. De ideale opslagtemperatuur voor salpeterzuur ligt beneden 0°C, omdat hogere temperaturen aanleiding kunnen geven tot ontledingsreacties. Daarbij ontstaan stikstofoxiden, die de vloeistof een karakteristieke gele of zelfs bruine kleur bezorgen.
Wanneer de zuivere vloeistof aan de lucht wordt blootgesteld, ontstaan witte dampen (men spreekt in deze context over een rokende vloeistof). Indien de vloeistof reeds opgelost stikstofdioxide bevat, ontstaan hierbij roodbruine nitreuze dampen. Rokend salpeterzuur bezit een molaire concentratie van 16 mol/L; dit is de meest geconcentreerde vorm van salpeterzuur bij standaardomstandigheden. Salpeterzuur vormt met water een azeotroop mengsel met een concentratie van 68%. Dit mengsel kookt bij 120,5 °C (onder atmosferische druk).
Salpeterzuur ontleedt onder invloed van temperatuur en licht tot onder andere stikstofdioxide:
{\displaystyle {\ce {4 HNO3 -> 2 H2O + 4 NO2 + O2}}}
Deze ontleding kan variaties in de dampdruk boven de vloeistof opleveren, omdat het ontstane stikstofdioxide gedeeltelijk of volledig oplost in het zuur. Om de ontleding te beperken wordt salpeterzuur best bewaard in een bruine fles en onder koele omstandigheden.
Onderstaande tabel geeft een overzicht van enkele relevante fysische parameters van verschillende waterige oplossingen van salpeterzuur (bij 20 °C en 1 bar):
| Massapercentage HNO3          | 0     | 10    | 20    | 30    | 40    | 50    | 60    | 70    | 80    | 90    | 100   |
| ----------------------------- | ----- | ----- | ----- | ----- | ----- | ----- | ----- | ----- | ----- | ----- | ----- |
| Concentratie HNO3 (mol/L)     | 0     | 1,7   | 3,6   | 5,6   | 7,9   | 10,4  | 13,0  | 15,8  | 18,5  | 21    | 24,01 |
| Dichtheid (g/cm3)             | 1,00  | 1,05  | 1,12  | 1,18  | 1,25  | 1,31  | 1,37  | 1,42  | 1,46  | 1,48  | 1,513 |
| Viscositeit (mPa·s)           | 1,00  | 1,04  | 1,14  | 1,32  | 1,55  | 1,82  | 2,02  | 2,02  | 1,84  | 1,47  | 0,88  |
| Smeltpunt (°C)                | 0     | −7    | −17   | −36   | −30   | −20   | −22   | −41   | −39   | −60   | −42   |
| Kookpunt (°C)                 | 100,0 | 101,2 | 103,4 | 107,0 | 112,0 | 116,4 | 120,4 | 121,6 | 116,6 | 102,0 | 86,0  |
| Partiële druk van HNO3 (mbar) | 0,0   | 0,0   | 0,0   | 0,0   | 0,0   | 0,3   | 1,2   | 3,9   | 14,0  | 36,0  | 60,0  |
| Partiële druk van H2O (mbar)  | 23,3  | 22,6  | 20,2  | 17,6  | 14,4  | 10,5  | 6,5   | 3,5   | 1,2   | 0,3   | 0,0   |

### Chemische eigenschappen

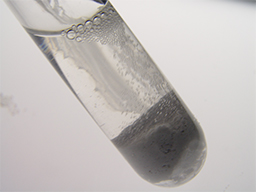
De reactie van salpeterzuur met strontiumcarbonaat stelt koolstofdioxide vrij en leidt tot een waterige oplossing van strontiumnitraat.

#### Zuur-base-eigenschappen
Net zoals andere sterke zuren (zwavelzuur en waterstofchloride) lost ook salpeterzuur zeer goed op in water, omdat het quasivolledig dissocieert:
{\displaystyle {\ce {HNO3 + H2O -> H3O^+ + NO3^-}}}
De zuurconstante (pKa) van salpeterzuur bedraagt ongeveer −1,4. Aangezien de zuurconstante van het hydroxoniumion −1,7 bedraagt (en dus formeel een iets sterker zuur is dan salpeterzuur), is de reactie geen volledig aflopende reactie.
Net als water ondergaat ook salpeterzuur in zuivere toestand een autoprotolyse:
{\displaystyle {\ce {2 HNO3 <=> NO2^+ + NO3^- + H2O}}}
Salpeterzuur reageert met basen, tot vorming van (oplossingen van) nitraatzouten. Zo wordt bij de reactie met kaliumcarbonaat een oplossing van kaliumnitraat gevormd:
{\displaystyle {\ce {2 HNO3 + K2CO3 -> 2 KNO3 + H2O + CO2 ^}}}

#### Resonantie
In salpeterzuur bezitten zowel het stikstof- als het zuurstofatoom formele ladingen. Daardoor zijn twee resonantiestructuren mogelijk:

#### Oxiderend vermogen

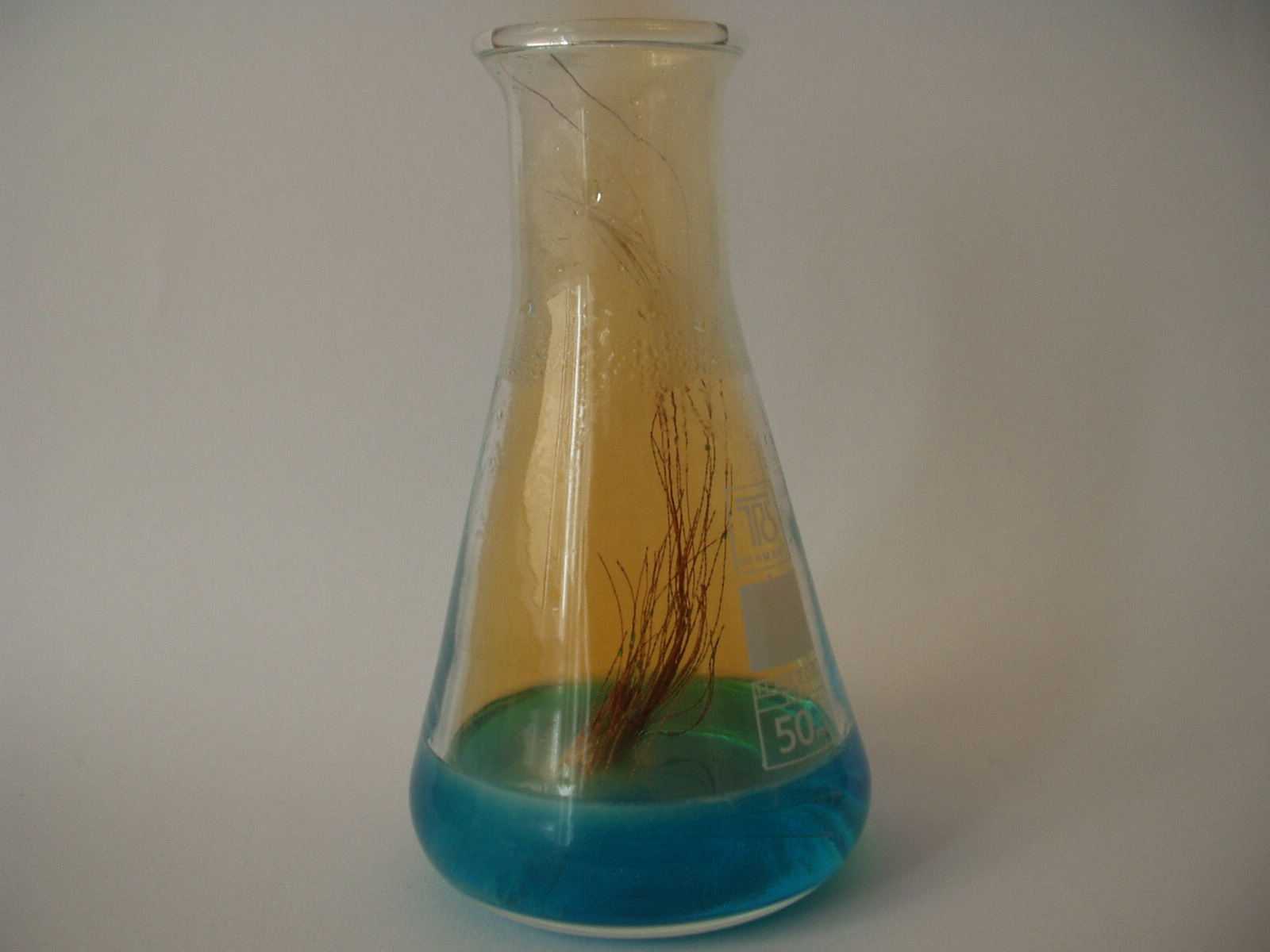
De reactie van koperdraad met salpeterzuur leidt tot vorming van een blauwe koper(II)nitraatoplossing en bruinrode nitreuze dampen.

Het zuur kan opgevat worden als de gehydrateerde vorm van distikstofpentaoxide (N2O5). Het stikstofatoom bevindt zich in zijn hoogste oxidatietoestand (+V) en de verbinding is naast een sterk zuur dus ook een sterke oxidator.
Zouten van salpeterzuur worden nitraten genoemd. Zij zijn in het algemeen goed tot uitstekend in water oplosbaar. Dit maakt salpeterzuur een goed middel om metalen in oplossing te doen gaan (hetgeen voornamelijk toepassing vindt in de analytische scheikunde). Bij de onedele metalen magnesium, mangaan en zink is het zure proton verantwoordelijk voor dit oplosproces. Bij de reactie wordt waterstofgas gevormd:
{\displaystyle {\ce {Mg + 2 HNO3 -> Mg(NO3)2 + H2}}}
Bij de andere metalen, zoals koper of zilver, treedt het nitraation op als oxidator en ontstaat er stikstofmonoxide:
{\displaystyle {\ce {3 Cu + 8 HNO3 -> 3 Cu(NO3)2 + 4 H2O + 2 NO}}}
Het stikstofmonoxide reageert vervolgens weer met dizuurstof uit de lucht tot stikstofdioxide (NO2). Dit is zichtbaar als bruinrode nitreuze dampen.
{\displaystyle {\ce {2 NO + O2 -> 2 NO2}}}
Wanneer de reactie in geconcentreerder salpeterzuur wordt uitgevoerd, ontstaat onmiddellijk stikstofdioxide:
{\displaystyle {\ce {Cu + 2 HNO3 + 2 H^+ -> Cu^2+ + 2 NO2 + 2 H2O}}}
Het oxiderend vermogen van salpeterzuur wordt ook bepaald door zijn concentratie. Wanneer kwik in reactie wordt gebracht met een verdunde oplossing, ontstaat kwik(I)nitraat, terwijl de reactie met het geconcentreerde zuur kwik(II)nitraat oplevert.
Hoewel de meeste metalen door reactie met het zuur de overeenkomstige nitraten opleveren, worden een aantal metalloïden en metalen geoxideerd tot hun oxiden. Dit is het geval bij tin, arseen, antimoon en titanium: zij worden geoxideerd tot respectievelijk tin(IV)oxide, arseen(V)oxide, antimoon(V)oxide en titanium(IV)oxide.

### Reacties met niet-metalen
Aangezien salpeterzuur een sterk oxiderend reagens is, reageert het zeer hevig en exotherm met allerhande organische verbindingen. Salpeterzuur reduceert de niet-metalen (met uitzondering van stikstof, zuurstof, silicium, fluor, chloor, broom en de edelgassen) tot hun hoogste oxidatietoestand. De reactie met koolstof levert koolstofdioxide:
{\displaystyle {\ce {C + 4 HNO3 -> CO2 + 4 NO2 + 2 H2O}}}
Di-jood wordt geoxideerd tot waterstofjodaat:
{\displaystyle {\ce {3 I2 + 10 HNO3 -> 10 NO + 6 HIO3 + 2 H2O}}}
Fosfor wordt geoxideerd tot fosforzuur:
{\displaystyle {\ce {P4 + 20 HNO3 -> 20 NO2 + 4 H3PO4 + 4 H2O}}}
Zwavel wordt geoxideerd tot zwavelzuur:
{\displaystyle {\ce {S8 + 48 HNO3 -> 48 NO2 + 8 H2SO4 + 16 H2O}}}

### Passivering
Hoewel chroom, ijzer, kobalt, nikkel en aluminium goed oplossen in verdund salpeterzuur, lossen deze metalen niet op in het geconcentreerde zuur. De reden hiervoor is dat de metalen hun oppervlak beschermen door een passiverende laag van de overeenkomstige nitraten te vormen. Hierdoor wordt verdere oxidatie van het onderliggende materiaal verhinderd. Ook bij koper wordt dit fenomeen waargenomen. Wanneer water wordt toegevoegd om het mengsel te verdunnen verloopt de reactie plots zeer snel en ontstaan de bekende bruine nitreuze dampen.

## Toepassingen

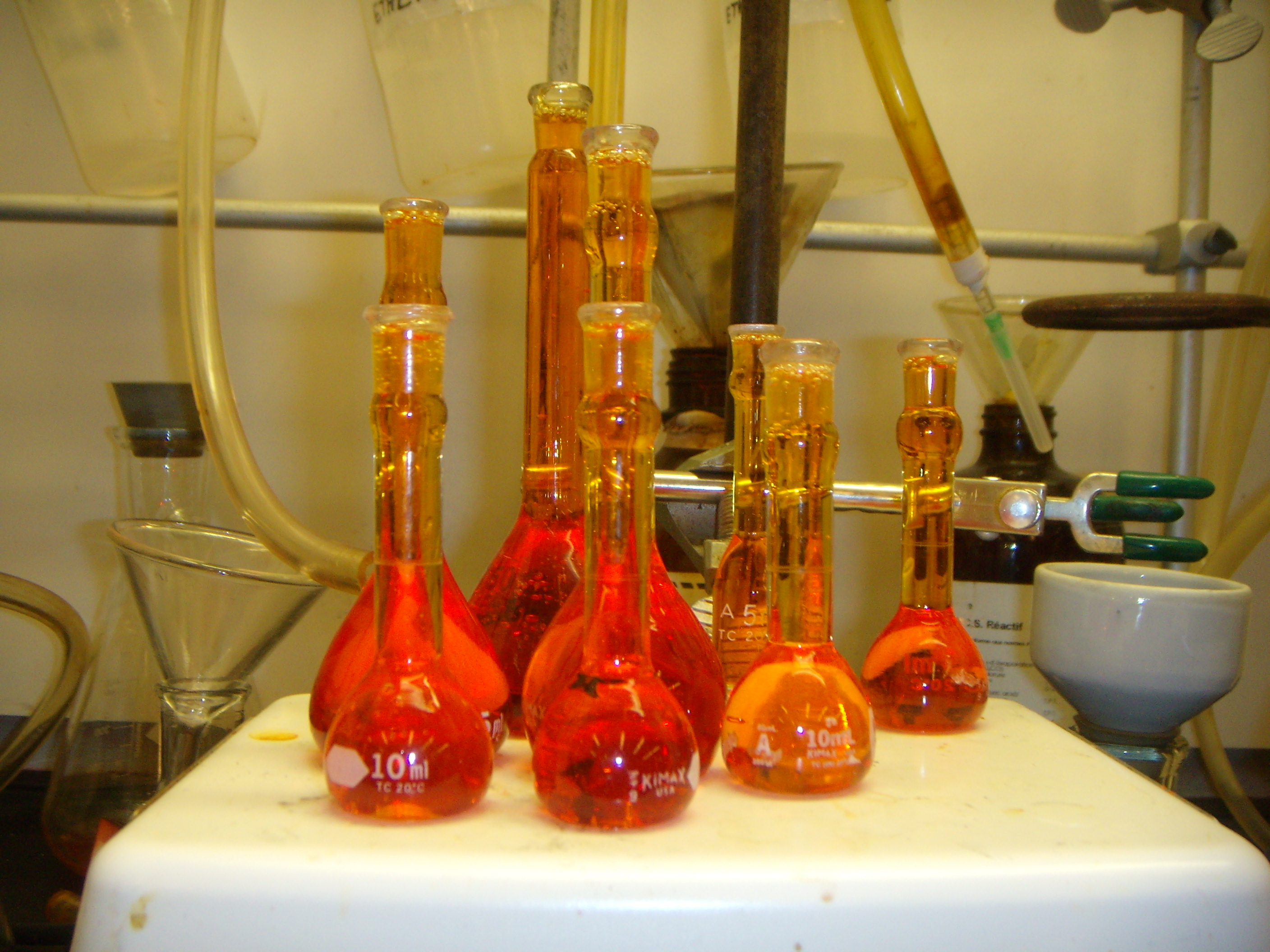
Maatkolven gevuld met koningswater.

Salpeterzuur is behalve een sterk zuur ook nog een sterke oxidator en is in staat om ook de edelere metalen als zilver en koper op te lossen. Bij toevoeging aan geconcentreerd waterstofchloride wordt de gevormde oplossing koningswater (aqua regia) genoemd. Dit mengsel kan goud oplossen en wordt in het laboratorium ook ingezet om organische resten uit laboratoriumglaswerk te verwijderen.
In bepaalde typen raketten wordt het als oxidator aangewend. Salpeterzuur wordt ingezet bij de bereiding van verfstoffen en desinfecterende stoffen. Verder dient het als oxidatiemiddel van cyclohexeen bij de productie van nylon.
Basische zouten (zoals hydroxiden en carbonaten) leveren in combinatie met salperzuur de overeenkomstige nitraten. Een voorbeeld is de reactie tussen zinkhydroxide en salpeterzuur, waarbij zinknitraat wordt gevormd:
{\displaystyle {\ce {Zn(OH)2 + 2 HNO3 -> Zn(NO3)2 + 2 H2O}}}
Van commercieel belang is de synthese van ammoniumnitraat, dat gebruikt wordt als kunstmest en als explosief. Dit zout wordt gevormd door de zuur-basereactie tussen ammoniak en salpeterzuur:
{\displaystyle {\ce {NH3 + HNO3 -> NH4NO3}}}
Verder worden nog verscheidene andere verbindingen gesynthetiseerd uit salpeterzuur. Een voorbeeld is waterstofazide (HN3), dat wordt bereid door de voorzichtige oxidatie van hydrazine met een waterige oplossing van salpeterzuur (bij 40 °C):
{\displaystyle {\ce {17 N2H4 + 16 HNO3 -> 4 HN3 + 4 NH4NO3 + 4 N2O + 11 N2 + 32 H2O}}}
In het verouderde lodenkamerproces werd salpeterzuur bij hoge temperatuur ontleed tot stikstofdioxide, dat in staat was om zwaveligzuur te oxideren tot zwavelzuur:
{\displaystyle {\ce {H2SO3 + NO2 -> H2SO4 + NO}}}
Bij gevorderde analytische technieken als ICP-MS en ICP-AES wordt verdund salpeterzuur (0,5 tot 5,0%) gebruikt als matrixelement voor de bepaling van metaalsporen in oplossingen. Hiervoor is zeer zuiver salpeterzuur nodig, omdat de kleinste verontreinigingen (afkomstig van bijvoorbeeld het productieproces) de meetresultaten kunnen beïnvloeden. Verder wordt het zuur ook gebruikt om standaardoplossingen te maken of om moeilijk oplosbare verbindingen in oplossing te krijgen (hiertoe wordt sterk geconcentreerd salpeterzuur aangewend). 
In de elektrochemie wordt salpeterzuur gebruikt bij het zuiveren van koolstofnanobuizen.
In lage concentraties (typisch < 10%) wordt het gebruikt om esdoorn- en grenenhout kunstmatig te verouderen.

### Aromatische nitrering
In combinatie met zwavelzuur wordt nitreerzuur gevormd, dat het reactieve nitroniumion (NO2+) bevat:
{\displaystyle {\ce {HNO3 + 2 H2SO4 -> NO2^+ + 2 HSO4^- + H3O^+}}}
Dit reagens wordt gebruikt om aromatische verbindingen te nitreren in het proces dat bekendstaat als de elektrofiele aromatische substitutie. Een voorbeeld is de nitrering van 2,6-dibroomfenol:
Zo kunnen TNT en picrinezuur worden bereid door de nitrering van respectievelijk tolueen en fenol.
Verestering met salpeterzuur is een andere chemische reactie die vaak wordt toegepast. Op die manier ontstaan organische nitraten. Dit proces is van groot industrieel belang: samen met zwavelzuur worden op deze manier bijvoorbeeld nitrocellulose en nitroglycerine bereid.

## Toxicologie en veiligheid

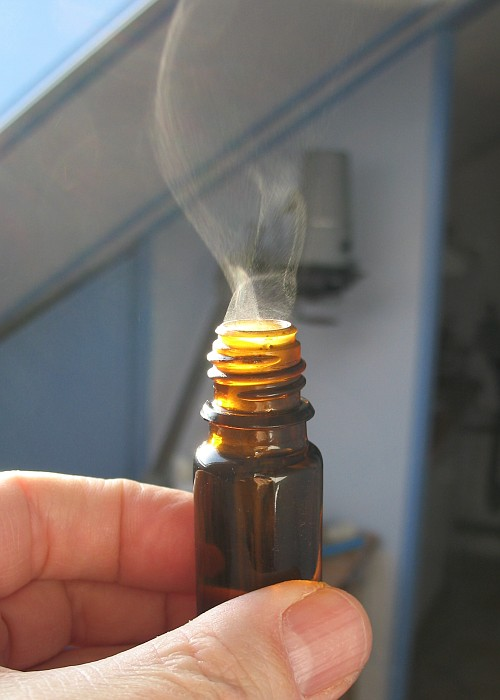
Rokend salpeterzuur.

Salpeterzuur is zowel een sterk zuur als een krachtige oxidator; het is zowel irriterend als sterk corrosief. De belangrijkste gevaren zijn brandwonden bij contact met de huid of de ogen. Salpeterzuur hydrolyseert namelijk de proteïnen en vetten (formeel amiden en esters), waardoor ernstige weefselbeschadiging kan optreden. Door interactie met het keratine wordt de huid geel van kleur. De optredende reactie wordt xantho-proteïnereactie genoemd. Bij inslikken of inhalatie van de dampen (afkomstig van bijvoorbeeld rokend salpeterzuur) kan ernstig interne beschadiging optreden (onder andere aan de slokdarm, de luchtwegen en de maag). Intense of langdurige blootstelling kan leiden tot blindheid, hoesten, ademhalingsproblemen en zelfs de dood. Salpeterzuur is niet carcinogeen of mutageen. De LD50-waarde voor mensen bedraagt 430 mg/kg.
Door de sterk oxiderende eigenschappen reageert salpeterzuur heftig met cyaniden, carbiden, nitriden, fosfiden, waterstofperoxide, waterstofsulfide, hydrazine, ammoniak, organische verbindingen (aceton, azijnzuur, ethanol), metalen in poedervorm, metaaloxiden en legeringen. Wanneer het in contact komt met terpentijn, steenkool, carbiden, cyaniden, sulfiden of alkalimetalen kan een explosie optreden.